# Västerländsk konsthistoria
Västerländsk konst avser konst som uppstod i Europa utanför antikens länder och dess konst, och fram till konsten blir mer internationell i och med tiden för modernismen i början på 1900-talet.
Före antiken finns det olika lokala exempel på utvecklad konst som keltisk konst.
Konsten i tiden närmast efter antiken sammanfattas i medeltidens konst.
Efter medeltiden uppstod så nya konstriktningar: renässansen som följdes av barocken och rokokon.
1800-talets konst som efterträdda rokokon hade i sig flera inriktningar:Romantik, Nyklassicism, Realism, Prerafaeliterna, Arts and Crafts, Impressionism, Postimpressionism, Pointilism, Symbolism och Jugend